# All Fall Down (álbum de Shawn Colvin)
All Fall Down ("Todos Caen") es el octavo álbum de estudio grabado por el artista Shawn Colvin, lanzado en 2012. El álbum es el segundo de estudio de Colvin, grabado en Nonesuch Records, e incluye colaboraciones con Emmylou Harris y Patty Griffin.

## Lista de temas
1. "All Fall Down" (Shawn Colvin, John Leventhal) – 3:49
2. "American Jerusalem" (Rod MacDonald) – 5:14
3. "Knowing What I Know Now" (Colvin, Leventhal) – 3:24
4. "Seven Times the Charm" (Colvin, Leventhal, Jakob Dylan) – 4:26
5. "Anne of the Thousand Days" (Colvin, Bill Frisell) – 4:26
6. "The Neon Lights of the Saints" (Colvin, Leventhal) – 2:55
7. "Change Is on the Way" (Colvin, Patty Griffin) – 3:16
8. "I Don't Know You" (Colvin, Viktor Krauss) – 3:32
9. "Fall of Rome" (Colvin, Kenny White) – 3:54
10. "Up On That Hill" (Mick Flannery) – 3:44
11. "On My Own" (B. W. Stevenson) – 3:01

## Personal
- Brian Blade - drums
- Shawn Colvin - Guitarra, voz principal, voces de fondo
- John Deaderick - Teclados, acordeón
- Stuart Duncan - Cítara, viola de arco
- Jakob Dylan - voces de fondo
- Bill Frisell - guitarra
- Emmylou Harris - voces de fondo
- John Hinchey - trombón
- Jim Hoke - clarinete
- Alison Krauss - voces de fondo
- Viktor Krauss - Bajo eléctrico
- Steve Man - corneta
- Anne McCrary - voces de fondo
- Regina McCrary - voces de fondo
- Buddy Miller - guitarra, melódica, voces de fondo
- Julie Miller - background vocals
- Russ Pahl - pedal steel guitar
- Mike Poole - voces de fondo
- Carolyn Rosenfeld - voces de fondo

## Posiciones en las listas
| Lista (2012)  | Posición más alta |
| ------------- | ----------------- |
| Billboard 200 | 126               |

## Recepción
Will Hermes de Rolling Stone dio al álbum tres estrellas sobre cinco, diciendo que la música cura, y, particularmente, alabando la canción "American Jerusalem", en la que se dice " resonará para cualquiera que haya odiado la Gran Manzana, incluso durante un minuto de Nueva York".